# Plan Huston
El Plan Huston fue un plan de seguridad elaborado por el asistente de la Casa Blanca, el abogado Tom Charles Huston, en 1970 a petición del presidente estadounidense Richard Nixon, que preveía espionaje, robo, secuestro y deportación de disidentes, entre ellos, grupos de protesta estudiantil, activistas contra la guerra de Vietnam, activistas por los derechos humanos de los estadounideses afroamericanos, grupos de la izquierda política como el Partido Comunista de los Estados Unidos y el Partido Socialista de los Trabajadores, y también grupos independentistas de Puerto Rico.
Según el senador estadounidense Charles Mathias «muchos abogados constitucionales creen que durante cinco días en 1970 las garantías fundamentales de la Declaración de Derechos fueron suspendidas por el mandato dado por el 'plan Huston' secreto», y que durante los cinco días en que se aprobó el plan, «un gobierno autoritario había reemplazado la constitución». Específicamente, la autorización era para suspender las protecciones de la Cuarta Enmienda de la Constitución de los Estados Unidos contra registros e incautaciones irrazonables.
Salió a la luz durante las audiencias del Watergate de 1973 encabezadas por el senador Sam Ervin (un demócrata de Carolina del Norte) en un informe de 43 páginas con un resumen de las operaciones de seguridad.

## Historia
Después de las masivas manifestaciones contra la guerra de Vietnam sucedidas en mayo de 1970, donde cuatro manifestantes fueron asesinados a tiros en la Universidad Estatal de Kent por tropas de la Guardia Nacional de Ohio el 4 de mayo de 1970, el presidente Nixon y sus principales asesores creyeron que la ley y el orden estaban por colapsar en Estados Unidos.
Huston dijo en una entrevista al New York Times «La verdadera amenaza a la seguridad interna, en cualquier sociedad, es la represión, pero la represión es un resultado inevitable del desorden. Obligada a elegir entre orden y libertad, la gente adoptará el orden. Un puñado de personas no puede derrocar frontalmente al gobierno (de Nixon), pero si pueden generar suficiente miedo, pueden generar una atmósfera que hará aparecer a todos los demagogos represivos del país. A menos que eso se detuviera, el país iba a caer en las manos equivocadas».
El impulso para la realización del informe fue el deseo del presidente Richard Nixon de coordinar la inteligencia interna sobre disidentes y supuestos «radicales de izquierda», así como el movimiento contra la guerra de Vietnam de la era de la contracultura en general.
El 5 de junio de 1970, Huston fue asignado como enlace de la Casa Blanca con el Comité Interdepartamental de Inteligencia (ICI), un grupo presidido por J. Edgar Hoover, entonces director de la Oficina Federal de Investigaciones (FBI). Huston trabajó estrechamente con William C. Sullivan, asistente de Hoover, en la elaboración de las opciones enumeradas en lo que finalmente se convirtió en el documento conocido como el Plan Huston.
Aunque redactado como un análisis, el Plan Huston se considera también un plan debido a sus propuestas, donde se preveía robos en viviendas, vigilancia electrónica ilegal (al Partido Pantera Negra, entre esos) y apertura del correo de los «radicales» en Estados Unidos. En un momento, también pidió que se establecieran campos en los estados occidentales donde se detendría a los manifestantes contra la guerra. A su vez, se pretendía incrementar los poderes domésticos e internacionales de la Comunidad de Inteligencia de Estados Unidos.
El 23 de julio de 1970, Nixon ratificó las propuestas y fueron presentadas como documento a los directores del FBI, la Agencia Central de Inteligencia (CIA), la Agencia de Inteligencia de Defensa (DIA) y la Agencia de Seguridad Nacional (NSA).
Sólo Hoover se opuso al plan y obtuvo el apoyo del entonces Fiscal General de los Estados Unidos, John Mitchell, para presionar a Nixon para que rescindiera el plan. Según el senador Mathias, el presidente estadounidense Richard Nixon rescindió el plan el 28 de julio de 1970, tras aprobarlo el 23 de julio. Sin embargo, a pesar de la decisión final del presidente de revocar el Plan Huston, varias de sus disposiciones se implementaron.

## Repercusiones
A medida que se revelaron los detalles del Plan Huston durante las audiencias de Watergate, llegó a ser visto como parte de lo que el Fiscal General Mitchell denominó «horrores de la Casa Blanca». Esto incluyó la Unidad de Plomeros, la propuesta de bombardear la Brookings Institution, el robo en 1971 de la oficina del psiquiatra de Daniel Ellsberg, la creación de una lista de enemigos de la Casa Blanca y el uso del Servicio de Impuestos Internos (IRS) para castigar a aquellos considerados enemigos. Todo esto terminó siendo sustancial para el proceso de destitución de Nixon, probando la evidencia del mal uso que hizo del FBI y parte del Ejecutivo.
El Plan Huston también fue investigado por el Comité Selecto de Inteligencia del Senado de los Estados Unidos, presidido por el senador Frank Church en 1976, sobre las actividades de la CIA y los abusos en la recopilación de inteligencia interna.
La opinión pública fue inducida a creer que el Plan Huston nunca llegó a implementarse, y debido a esto el informe permaneció censurado. Versiones censuradas del Plan Huston circularon desde 1973-1975. A raíz de una orden judicial de 2017, el 25 de junio de 2020 se desclasificó una versión más amplia del contenido del Plan Huston, sin embargo, aún un 20% del material seguía bajo censura.